# Sæbygårds amt
Sæbygårds amt (danska: Sæbygård Amt) var ett amt i östra Danmark. Amtet omfattade Løve härad på den västra delen av ön Själland, inklusive den närliggande mindre ön Musholm. Amtet saknade städer.

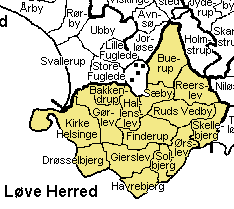
Karta över Løve härad, som mellan 1662 och 1793 utgjorde Sæbygårds amt.

## Administrativ historik
Sæbygårds amt bildades när Danmarks län ersattes av amt 1662 och ersatte då det dåvarande slottslänet Sæbygårds län.
Amtet upphörde i samband med amtsreformen 1793 då det, tillsammans med Dragsholms och Kalundborgs amt, gick upp i Holbæks amt, som sedan i sin tur till större delen (med undantag för ön Samsø) blev en del av Vestsjællands amt i samband med kommunreformen 1970. Sedan kommunreformen 2007 tillhör området Region Själland.